# Quebrada Grande
Quebrada Grande è un distretto della Costa Rica facente parte del cantone di Tilarán, nella provincia di Guanacaste.